# Shimano Linear Response

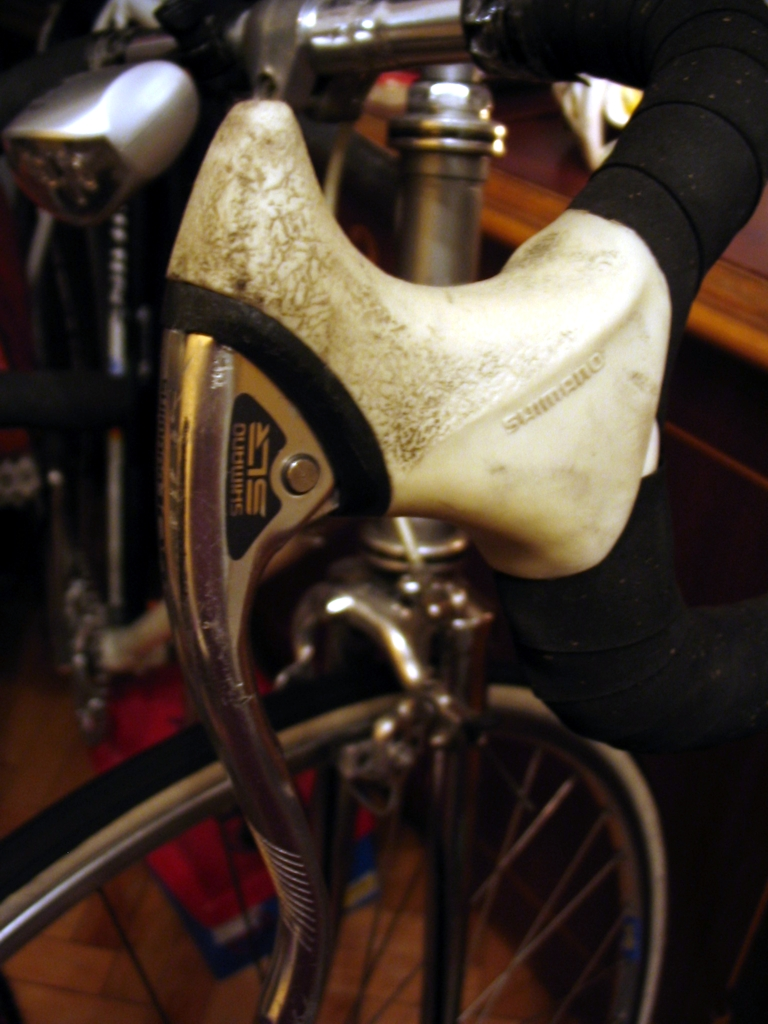
Klamka hamulcowa Shimano 105 z systemem SLR

Shimano Linear Response (SLR) – system Shimano obejmujący szczęki hamulcowe i klamki hamulcowe roweru wprowadzony po raz pierwszy w 1988 roku w szosowej 105SC, a obecnie stosowany we wszystkich grupach osprzętu, także górskich.
W SLR sprężyny w szczękach są słabsze, a klamki są wyposażone w sprężyny powrotne tak, że sumaryczna siła obu sprężyn jest mniejsza niż pojedynczej sprężyny w szczękach sprzed ery SLR. Dodatkowo, Shimano wprowadziło pancerze pokryte wewnątrz teflonem i lepiej uszczelnione łożyska w szczękach. Części wyższych grup zostały wyposażone w łożyska toczne zamiast ślizgowych. Dzięki tym zabiegom klamki SLR wymagają mniej siły podczas operacji i ułatwiają jej dozowanie.
Ewolucją SLR jest Super SLR, w którym zwykłe, jednoosiowe szczęki szosowe zostały zastąpione przez dwuosiowe.